# شرکت کشتی‌سازی مورمانسک
شرکت کشتی‌سازی مورمانسک (روسی: Мурманское морское пароходство) شرکت کشتی‌سازی روسی است، که در سال ۱۹۳۹ تأسیس شد.